# Syzygium jambos
Syzygium jambos és un arbre que proporciona un fruit tropical té diversos noms comuns com els de poma malaia, pomarrosa, champakka, etc.

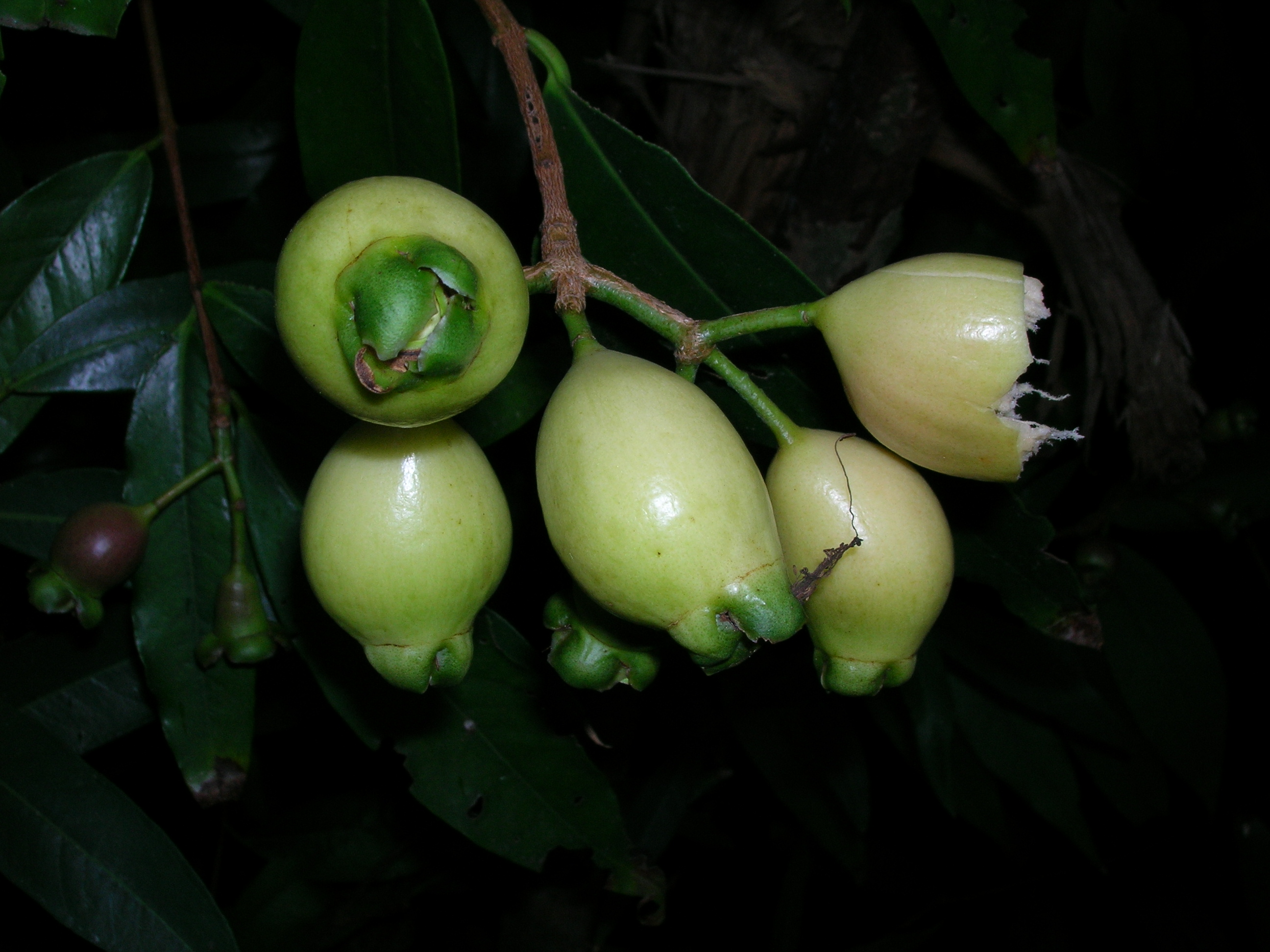
Fruits

El fruit, que és mengívol, té la forma d'una pera petita. Aquesta espècie és nativa del sud-est d'Àsia però està naturalitzada a l'Índia especialment a l'estat de Kerala. També ha estat introduïda a Amèrica tropical.
La polpa del fruit és aquosa, al sud-est asiàtic se serveix amb espècies i sucre.
En algunes regions es considera una planta invasora, és un problema especialment a les illes Hawaii, Reunió, Galàpagos i part d'Austràlia i Amèrica Central.